# عظمت (فیلم)
عظمت (به هندی: Shaan) یا شأن فیلمی محصول سال ۱۹۸۰ و به کارگردانی رامش سیپی است. در این فیلم بازیگرانی همچون سونیل دات، آمیتاب باچان، شاشی کاپور، شاتورگان سینها، راکهی گولزار، پروین بابی، بیندیا گوسوامی، کولبوشان کارباندا، هلن، بیندو، شارات ساکسنا، دالیپ تاهیل ایفای نقش کرده‌اند.